# Grendel (musikgrupp)

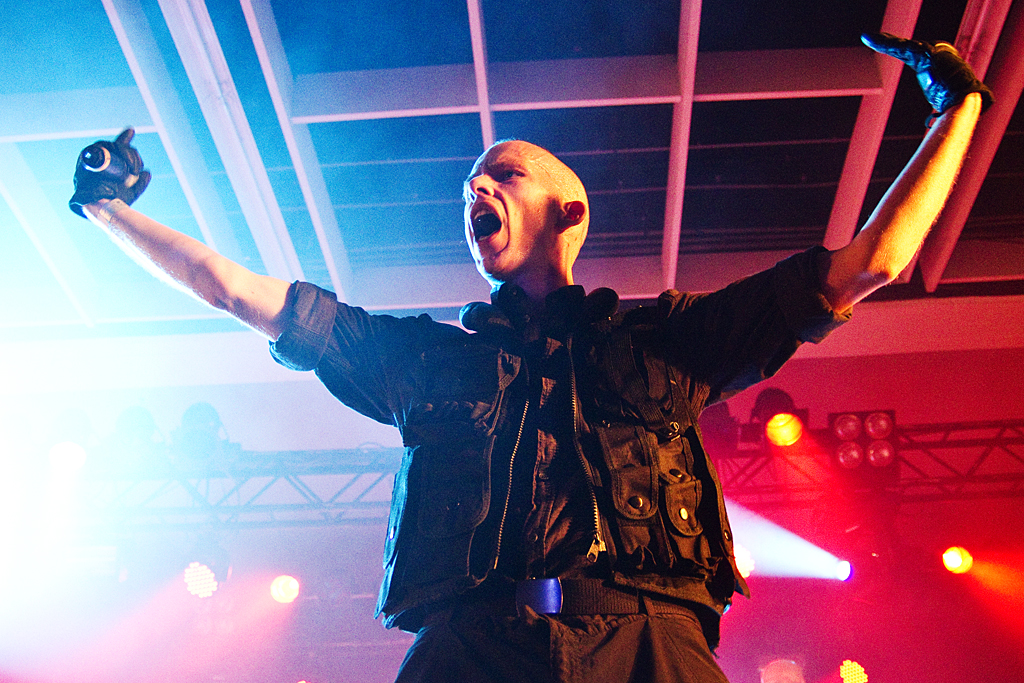
Grendel, Amphi-Festival 2013

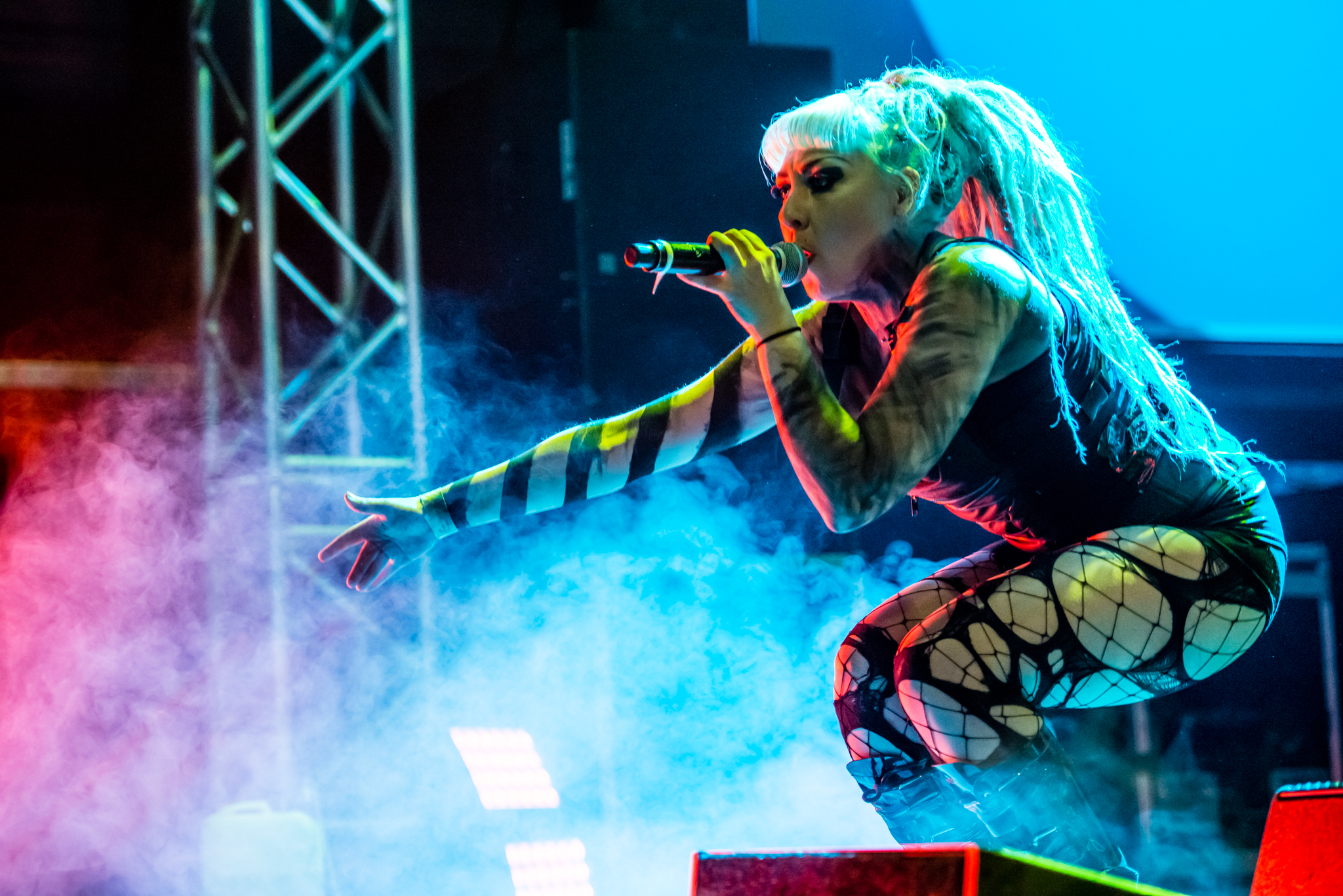
Grendel, e-tropolis 2015

Grendel är ett nederländskt band som bildades 1997. Musikstilen är Aggrotech.

## Diskografi

### Studioalbum
- 2001: Inhumane Amusement (NoiTekk)
- 2004: Prescription: Medicide (NoiTekk / Metropolis)
- 2007: Harsh Generation (Infacted Recordings / Metropolis / Gravitator)

### EP
- 2002: End of Ages (NoiTekk)
- 2005: Soilbleed (NoiTekk / Metropolis)
- 2006: Soilbleed Redux (NoiTekk)
- 2009: Chemicals + Circuitry (Infacted Recordings / Metropolis / DeathWatch Asia)